# Сепыч (Глазовский район)
Се́пыч — деревня в Глазовском районе Удмуртии. Расположена на территории муниципального образования «Октябрьское» со статусом сельского поселения.

## География
Деревня расположена в 18 км юго-восточнее административного центра района города Глазов на реке Сепыч, притока Чепцы. На высоте 150 метров над уровнем моря Деревня находится в 12 км от дороги регионального значения Р321 «Ижевск — Игра — Глазов». Также в 3 км восточнее проходит дорога Глазов - Красногорское.
Улицы
- ул. Центральная,
- ул. Набережная,
- ул. Труда.

Ближайшие населённые пункты
- на северо-восток в 3,5 км деревня Трубашур;
- на северо-запад в 4 км деревня Татарские Парзи;
- на юго-восток в 4,5 км деревня Пусошур.

## Название
По одной из версий, ойконим происходит от удм. сеп — «участок земли». М. Г. Атаманов пишет, что «в географических названиях Удмуртии выделяются топонимические форманты: –ич ~ -ыч: Шупич – в бассейне реки Валы; река. Сепыч – в бассейне Чепцы и производные от гидронима ойконимы Сепыч, Верхний Сепыч в Глазовском районе; река Сепыч – в бассейне Иж».
Старинный ойконим Кибей-гурт мог появиться от имени первопоселенца Киба, Кибек, Кибаш (по именнику К. Герда) + удм. гурт — «деревня».

## История
Недалеко от деревни находится неисследованное городище поломско-чепецкой культуры Селтакар (VIII-XII века) и могильник Вужшай, оставленные ассимилированным доудмуртским населением.
В 1688 году три семьи из деревни Большой Полом переселились в починок Сепыч. Починок расположился в 20 верстах от уездного города Глазова. К 1811 году в деревне проживало 22 семьи.
По данным из списка населённых мест Глазовского уезда Вятской губернии 1859-1873 гг. упоминается деревня Сепыцкая (Сепыч, Кибей–гурт) при реке Сепыч. В 27 дворах проживали 137 мужчины и 180 женщин (317 человек). В деревне имелись волостное правление, сельская управа. Самыми распространёнными фамилиями были Емельяновы, Антоновы, Чирковы, Волковы.
В 1929 году в деревне был образован колхоз «Труд». В 1950 году колхоз «Труд» (д. Сепыч) был преобразован и увеличился за счет колхозов «Покровка» (д. Покровка), «Емельяновка» (д. Емельяновка), «Союз» (д. Котнырево).
- Антонов Никита Иосифович (г.р. неизвестен) — член семьи кулака,
- Антонов Варлам Никитович (1914 г.р.) — член семьи кулака,
- Антонов Николай Никитович (1916 г.р.) — член семьи кулака,
- Антонова Людмила Никитовна (1926 г.р.) — член семьи кулака.

В то же время по воспоминамиям жителей деревни в Сепыче раскулачили только одного человека – Емельянова Василия Васильевича.
В 30-е годы XX века в Сепыче насчитывалось около 100 дворов, был сельсовет, школа, клуб, магазин, родильный дом.
В годы Великой Отечественной войны подростки из деревни работали на стройке ветки железной дороги Пибаньшур - Ижевск .
В 1965 году деревня Сепыч находилась в Тат-Парзинском сельсовете.
На июнь 2014 года в деревне Сепыч проживало 40 человек.

## Население
| 2010 | 2012 |
| ---- | ---- |
| 29   | ↗31  |

## Транспорт
Деревня находится в 3 км от дороги Глазов - Красногорское.
Также транспортное сообщение деревни осуществляется через трассу Р321, которая проходит в 12 км северо-восточнее. К деревне ведет асфальтовая дорога до деревни Трубашур, далее грунтовая по мосту через реку Сепыч. С 2008 года по мосту через реку Сепыч невозможен проезд автотранспорта. В данный момент в деревню возможно добраться только через временную пешеходную переправу.

## Топографические карты
- Лист карты O-39-XXIII Красногорское. Масштаб: 1 : 200 000. Состояние местности на 1984 год. Издание 1990 г.